# George Abecassis
George Abecassis (Chertsey, 1913. március 21. – Ibstone, 1991. december 18.) angol autóversenyző.

## Korai évek
1935-ben kezdett el versenyezni egy Austin 7 versenyautóval. 1938-tól Alta típusú versenyautóval indult, amivel az 1939-es Imperial Plate Trophyt megnyerte. A második világháborúban R.A.F. pilótaként harcolt.

## A háború után és a Formula–1 előtt
A háború után továbbra is Alta versenyautóval indult az I. Grand Prix de Nationson. A következő 2 évben több márkával indult (ERA, Cisitalia  és Maserati gépekkel), de a legnagyobb eredménye a I. Jersey Road Race-en elért második helye volt. 1948-ban John Heath hívta a HWM versenyautóval versenyezni, majd maradt is itt versenyezni pályafutása befejezéséig.

## Formula–1
A Formula–1-ben az 1951-es és 1952-es svájci nagydíjon indult, de mindkét futamot feladta, az elsőt gyújtómágnes-hiba miatt, a másodikat pedig baleset miatt.

## Később
1952-ben még indult Formula–2-es futamokon, de a következő évtől fogva inkább hosszútávú futamokon indult, olyanokon mint a Mille Miglia, a sebringi 12 órás vagy a Le Mans-i 24 órás autóversenyeken. Ezeken Austinnal és HWM gépekkel indult. 1955-ben győzött Snettertonban és az Oulton Parkban helyi futamokon. Miután az 1956-os Mille Miglián legjobb barátja, John Heath elhunyt, visszavonult a versenyzéstől.
Karrierje után Sir David Brown Aston Martin tulajdonos lányával házasodott össze és mint kiváló üzletember tevékenykedett.

## Teljes Formula–1-es eredménysorozata
(Táblázat értelmezése)

(Félkövér: pole-pozícióból indult; dőlt: leggyorsabb kört futott) 

| Yr   | Csapat        | Kaszni | Motor           | 1      | 2   | 3   | 4   | 5   | 6   | 7   | 8   | Helyezés | Pont |
| ---- | ------------- | ------ | --------------- | ------ | --- | --- | --- | --- | --- | --- | --- | -------- | ---- |
| 1951 | HW Motors Ltd | HWM    | Alta Straight-4 | SUI Ki | 500 | BEL | FRA | GBR | GER | ITA | ESP | -        | 0    |
| 1952 | HW Motors Ltd | HWM    | Alta Straight-4 | SUI Ki | 500 | BEL | FRA | GBR | GER | NED | ITA | -        | 0    |